# Pave Paschalis 1.
Paschalis 1. (født Pascale Massimi; død 11. februar 824) var pave fra 25. februar 817 til sin død i 824. Hans mor var den kendte religiøse kvinde Episcopa Theodora. Hans far hed Bonosus, og han blev født Rom.